# Monte Angellu
Monte Angellu è un quartiere storico della città di Porto Torres, nel nord-ovest della Sardegna.

## Storia
Presso l'allora necropoli di Angellu, i cristiani del tempo di Diocleziano seppellirono i corpi dei martiri turritani e, molto tempo dopo durante il Giudicato di Torres, edificarono una basilica per il culto della loro memoria: la basilica di San Gavino. L'importanza che questo luogo rivestì per i cristiani locali è testimoniata dal fatto che attorno alla sepoltura dei martiri sono state rinvenute molte altre sepolture paleocristiane.

## Monumenti e luoghi d'interesse

### Architetture civili
- Scuola Elementare De Amicis (1912).

### Architetture religiose
- Basilica di San Gavino, San Proto e San Gianuario (1080).

## Toponomastica
L'etimologia del moderno termine Angellu è da ricercare nel latino ăgellus, ovvero "campicello, podere, piccolo appezzamento di terreno".